# Hrvatski Nogometni Klub Rijeka 2023-2024
Questa voce raccoglie le informazioni riguardanti la Hrvatski Nogometni Klub Rijeka nelle competizioni ufficiali della stagione 2023-2024.

## Stagione
Il Rijeka lottò per la vittoria del campionato fino al crollo nelle ultime giornate (tre punti nelle ultime cinque partite, con quattro sconfitte consecutive). Mantenne la vetta solitaria dall'undicesima alla quattordicesima giornata e dalla ventesima alla trentunesima giornata. Alla quintultima giornata, tuttavia, rimediò una fatale sconfitta sul campo della Lokomotiva che le costò il sorpasso della Dinamo. Proprio la settimana successiva era in programma a Fiume lo scontro diretto tra Rijeka e Dinamo Zagabria: in caso di vittoria i fiumani avrebbero riconquistato la vetta ma, dopo aver segnato per primi, subirono la rimonta della Dinamo che si impose per 2-1, portandosi a +4 sul Rijeka a tre giornate dal termine. La crisi del Rijeka continuò anche nelle giornate successive, con la sconfitta sul campo del Varazdin che sancì la vittoria matematica del titolo da parte della Dinamo già alla terzultima giornata, e quella sul campo dell'Osijek. Il Rijeka chiuse il campionato al secondo posto a otto punti dalla Dinamo Zagabria campione.
In Coppa di Croazia il Rijeka raggiunse la finale dove fu sconfitta dalla Dinamo Zagabria. In Conference League fu eliminata nel turno di Playoff dai francesi del Lilla.

## Rosa
| N. |                                 | Ruolo | Calciatore        |
| -- | ------------------------------- | ----- | ----------------- |
| 1  | Croazia (bandiera)              | P     | Nediljko Labrović |
| 2  | Croazia (bandiera)              | D     | Lovro Kitin       |
| 3  | Croazia (bandiera)              | D     | Bruno Goda        |
| 4  | Croazia (bandiera)              | C     | Niko Janković     |
| 5  | Croazia (bandiera)              | D     | Niko Galešić      |
| 6  | Croazia (bandiera)              | D     | Matej Mitrović    |
| 9  | Colombia (bandiera)             | A     | Jorge Obregón     |
| 12 | Zambia (bandiera)               | C     | Emmanuel Banda    |
| 13 | Bosnia ed Erzegovina (bandiera) | P     | Martin Zlomislić  |
| 16 | Slovenia (bandiera)             | C     | Dejan Petrovič    |
| 18 | Albania (bandiera)              | C     | Lindon Selahi     |
| 20 | Croazia (bandiera)              | C     | Marko Pjaca       |
| 21 | Croazia (bandiera)              | C     | Toni Fruk         |
| 23 | Croazia (bandiera)              | C     | Alen Grgić        |

| N. |                                 | Ruolo | Calciatore       |
| -- | ------------------------------- | ----- | ---------------- |
| 24 | Croazia (bandiera)              | A     | Mirko Marić      |
| 25 | Croazia (bandiera)              | C     | Veldin Hodža     |
| 26 | Bosnia ed Erzegovina (bandiera) | D     | Stjepan Radeljić |
| 27 | Croazia (bandiera)              | D     | Šimun Butić      |
| 28 | Croazia (bandiera)              | D     | Ivan Smolčić     |
| 30 | Croazia (bandiera)              | C     | Bruno Bogojević  |
| 32 | Croazia (bandiera)              | D     | Marijan Čabraja  |
| 47 | Serbia (bandiera)               | C     | Damjan Pavlović  |
| 66 | Austria (bandiera)              | D     | Emir Dilaver     |
| 77 | Portogallo (bandiera)           | D     | Danilo Veiga     |
| 87 | Croazia (bandiera)              | A     | Marco Pašalić    |
| 89 | Croazia (bandiera)              | A     | Franjo Ivanović  |
| 99 | Guinea (bandiera)               | A     | Momo Yansane     |

## Risultati

### SuperSport HNL
| Arbitro: | Mateo Erceg (Benkovac) |

|                                            |           |  |
| Janković 40’ (rig.), 68’ Fruk 81’ Goda 89’ | Marcatori |  |

| Arbitro: | Patrik Kolarić (Čakovec) |

|             |           |  |
| Pukštas 50’ | Marcatori |  |

| Arbitro: | Dario Bel (Osijek) |

|                                                                                 |           |  |
| Ivanović 34’ Selahi 44’ Pašalić 45+1’ Goda 59’ Majstorović 61’ (aut.) Grgić 81’ | Marcatori |  |

| Arbitro: | Dario Bel (Osijek) |

|                          |           |            |
| Pašalić 39’ Djouahra 78’ | Marcatori | 6’ Bubanja |

| Arbitro: | Patrik Kolarić (Čakovec) |

|                               |           |             |
| Bulat 38’ Petković 85’ (rig.) | Marcatori | 89’ Pašalić |

| Arbitro: | Ante Čulina (Zagabria) |

|                          |           |                                  |
| Janković 17’ Obregón 85’ | Marcatori | 70’ (rig.) Postonjski 74’ Brodić |

| Arbitro: | Patrik Kolarić (Čakovec) |

|                |           |           |
| Pjaca 47’, 55’ | Marcatori | 85’ Pušić |

| Arbitro: | Duje Strukan (Spalato) |

|  |           |             |
|  | Marcatori | 40’ Galešić |

| Arbitro: | Dario Bel (Osijek) |

|           |           |                           |
| Topić 90’ | Marcatori | 12’ Janković 79’ Ivanović |

| Arbitro: | Patrik Kolarić (Čakovec) |

|                     |           |  |
| Janković 63’ (rig.) | Marcatori |  |

| Arbitro: | Ante Čulina (Zagabria) |

|            |           |              |
| Mlinar 49’ | Marcatori | 21’ Janković |

| Arbitro: | Duje Strukan (Spalato) |

|            |           |  |
| Pašalić 7’ | Marcatori |  |

| Arbitro: | Patrik Kolarić (Čakovec) |

|          |           |          |
| Tuci 27’ | Marcatori | 43’ Fruk |

| Arbitro: | Dario Bel (Osijek) |

|                         |           |                      |
| Selahi 52’ Mitrović 89’ | Marcatori | 40’ Špikić 81’ Perić |

| Arbitro: | Fran Jović (Zagabria) |

|  |           |                               |
|  | Marcatori | 13’ Banda 53’ (aut.) Škaričić |

| Osijek 2 dicembre 2023, ore 15:00 CET (UTC+1) 17ª giornata | Osijek                 | 0 – 0 referto | Rijeka | Opus Arena (7 425 spett.)\| Arbitro: \| Mateo Erceg (Benkovac) \| |
| Arbitro:                                                   | Mateo Erceg (Benkovac) |               |        |                                                                   |

| Arbitro: | Duje Strukan (Spalato) |

|                          |           |                                               |
| Ivanović 79’ Obregón 89’ | Marcatori | 45+2’ Štrkalj 70’ Mioč 77’ Caimacov 85’ Hoxha |

| Arbitro: | Mateo Erceg (Benkovac) |

|                             |           |  |
| Ivanović 15’, 63’ Pjaca 74’ | Marcatori |  |

| Arbitro: | Mateo Erceg (Benkovac) |

|                                   |           |                              |
| J. Mitrović 3’ Smolčić 26’ (aut.) | Marcatori | 35’ (rig.) Pjaca 89’ Galešić |

| Arbitro: | Patrik Kolarić (Čakovec) |

|             |           |                        |
| Pukštas 15’ | Marcatori | 55’ Obregón 75’ Selahi |

| Arbitro: | Ante Čulina (Zagabria) |

|                                         |           |  |
| Hodža 10’ Janković 34’ (rig.) Marić 74’ | Marcatori |  |

| Arbitro: | Duje Strukan (Spalato) |

|  |           |                                |
|  | Marcatori | 66’ (rig.), 75’ (rig.) Obregón |

| Arbitro: | Igor Pajač (Sveti Ivan Zelina) |

|                                          |           |  |
| Bogojević 10’, 31’ Hodža 85’ Grgić 90+2’ | Marcatori |  |

| Arbitro: | Dario Bel (Osijek) |

|                     |           |  |
| Brodić 90+4’ (rig.) | Marcatori |  |

| Arbitro: | Ante Čulina (Zagabria) |

|                          |           |  |
| Galešić 80’ Mitrović 90’ | Marcatori |  |

| Arbitro: | Duje Strukan (Spalato) |

|                     |           |  |
| Hodža 21’, 23’, 63’ | Marcatori |  |

| Arbitro: | Zdenko Lovrić (Đakovo) |

|  |           |             |
|  | Marcatori | 50’ Galešić |

| Arbitro: | Tihomir Pejin (Donji Miholjac) |

|  |           |                                  |
|  | Marcatori | 10’ Pašalić 53’ Marić 56’ Selahi |

| Arbitro: | Horațiu Feșnic |

|             |           |  |
| Pašalić 70’ | Marcatori |  |

| Arbitro: | Dario Bel (Osijek) |

|  |           |                   |
|  | Marcatori | 30’ Fruk 84’ Goda |

| Arbitro: | Mateo Erceg (Benkovac) |

|                              |           |  |
| Pjaca 68’ Marić 80’ Goda 89’ | Marcatori |  |

| Arbitro: | Patrik Kolarić (Čakovec) |

|                                  |           |             |
| Mudražija 37’ Šotiček 43’, 90+6’ | Marcatori | 67’ Obregón |

| Arbitro: | Tamás Bognár |

|                  |           |                        |
| Pjaca 50’ (rig.) | Marcatori | 75’ Petković 89’ Hoxha |

| Arbitro: | Duje Strukan (Spalato) |

|                           |           |              |
| Drožđek 16’, 59’ Šego 30’ | Marcatori | 45’ Janković |

| Arbitro: | Duje Strukan (Spalato) |

|                         |           |  |
| Jurišić 5’ Matković 72’ | Marcatori |  |

| Arbitro: | Toni Dadić (Zagabria) |

|                                        |           |  |
| Obregón 18’ Janković 45+1’, 62’, 90+2’ | Marcatori |  |

### Coppa di Croazia
| Arbitro: | Zdenko Lovrić (Đakovo) |

|  |           |                                                                                            |
|  | Marcatori | 4’, 31’ Yansane 14’ Hodža 18’, 58’ Ivanović 49’ Grgić 67’ Bogojević 84’ Janković 90’ Veiga |

| Arbitro: | Mario Zebec (Cestica) |

|              |           |                             |
| Miljanić 76’ | Marcatori | 33’, 73’ Ivanović 84’ Grgić |

| Arbitro: | Duje Strukan (Spalato) |

|  |           |             |
|  | Marcatori | 79’ Galešić |

| Arbitro: | Patrik Kolarić (Čakovec) |

|  |           |             |
|  | Marcatori | 70’ Smolčić |

| Zagabria 15 maggio 2024, ore 19:00 CEST (UTC+2) Finale | Dinamo Zagabria    | 0 – 0 referto | Rijeka | Maksimir (18 709 spett.)\| Arbitro: \| Dario Bel (Osijek) \| |
| Arbitro:                                               | Dario Bel (Osijek) |               |        |                                                              |

| Arbitro: | Jakov Titlić (Hrvace) |

|            |           |                                  |
| Fruk 90+1’ | Marcatori | 28’ Sučić 42’ Baturina 82’ Sučić |

### UEFA Europa Conference League
| Arbitro: | Jasmin Sabotic |

|  |           |              |
|  | Marcatori | 30’ Janković |

| Arbitro: | Jamie Robinson |

|                                                               |           |            |
| *Pašalić 27’ Ivanović 39’, 45+3’, 90+2’ Goda 64’ Djouahra 81’ | Marcatori | 42’ Zylfiu |

| Arbitro: | Mohammed Al-Emara |

|               |           |                                           |
| Agnarsson 33’ | Marcatori | 41’ (rig.) Janković 48’ Goda 88’ Radeljić |

| Arbitro: | Oleksii Derevinskyi |

|                       |           |  |
| Pašalić 14’ Grgić 82’ | Marcatori |  |

| Arbitro: | Atilla Karaoğlan |

|                       |           |             |
| Zhegrova 43’ Yoro 89’ | Marcatori | 24’ Pašalić |

| Arbitro: | Luís Godinho |

|             |           |            |
| Smolčić 58’ | Marcatori | 109’ David |